# Craig Federighi
Craig Federighi, né le 27 mai 1969 en Californie, États-Unis, est un ingénieur et chef d'entreprise américain, vice-président principal de l'ingénierie logicielle chez Apple. Il supervise le développement des systèmes d'exploitation. Ses équipes sont chargées de fournir les logiciels des produits, notamment l'interface utilisateur, les applications et le framework.

## Jeunesse et études
Federighi est né en Californie. Il est titulaire d'une licence en génie électrique et informatique et d'une maîtrise en informatique de l'université de Californie à Berkeley, obtenues respectivement en 1991 et 1993. 

## Carrière

### NeXT et Ariba
Federighi a travaillé chez NeXT, où il a dirigé le développement de l'Enterprise Objects Framework. Il rejoint Apple lors de l'acquisition de NeXT en 1996, mais la quitte en 1999 pour rejoindre Ariba, où il occupe plusieurs postes, dont celui de directeur de la technologie. 

### Retour à Apple
Federighi est revenu chez Apple en 2009 pour diriger l'ingénierie de macOS, alors que l'entreprise vient de terminer le développement de Mac OS X Snow Leopard, qui est très apprécié pour sa rapidité et sa qualité,. En mars 2011, il succède à Bertrand Serlet au poste de vice-président de l'ingénierie logicielle Mac, et en août 2012, il est promu vice-président principal, sous la responsabilité du PDG Tim Cook,. Après le départ de Scott Forstall, le rôle de Federighi est étendu pour englober iOS en plus de macOS. Au cours de la décennie qui suit la prise de fonction de Federighi, de nombreux observateurs notent une baisse de la qualité des produits logiciels d'Apple,.

## Vie privée
Federighi est marié depuis 2014 et a quatre enfants,.